# Apolinário João Pereira
Apolinário João Pereira (Araranguá, 18 de março de 1864 — Araranguá, 18 de novembro de 1900) foi um político brasileiro.

## Vida
Filho de João Luís Pereira e de Mariana Joaquina dos Santos.
Foi superintendente (prefeito) municipal interino, substituindo João Fernandes de Sousa, de 1894 a 1895.
Foi deputado à Assembleia Legislativa de Santa Catarina na 1ª legislatura (1894 — 1895), na 2ª legislatura (1896 — 1897), e na 3ª legislatura (1898 — 1900).